# Gargousse (film)
Pour les articles homonymes, voir Gargousse (homonymie).
Pour plus de détails, voir Fiche technique et Distribution.
Gargousse est un film français réalisé par Henry Wulschleger, sorti en 1938.

## Fiche technique
- Titre : Gargousse
- Réalisation : Henry Wulschleger
- Scénario : Bach et Jean Rioux
- Dialogues : Jean-Pierre Feydeau et Henri Jeanson
- Photographie : René Colas
- Décors : Henri Ménessier
- Musique : Georges Van Parys
- Producteur : Joseph Bercholz
- Société de production : U.D.I.F. (Union des Distributeurs Indépendants de Films)
- Pays d'origine :  France
- Genre : Comédie
- Durée : 108 minutes
- Date de sortie : France, 27 juillet 1938
- Affiche : Roger Cartier (France)

## Distribution
- Bach : Gargousse
- Saturnin Fabre : le maire
- Suzanne Dehelly : Zozo
- Jeanne Fusier-Gir : Anaïs
- Paul Ollivier : le docteur Larmoyer
- Milly Mathis : la buraliste
- Sinoël : le facteur
- Lucien Callamand : un gendarme